# 丁凤英
丁凤英（1943年10月—），湖北罗田人，中华人民共和国政治人物。
1958年被授予全国三八红旗手称号。历任中共罗田县委副书记，新洲县委书记，湖北省妇联主任，中共湖北省委常委，湖北省革命委员会副主任。1978年2月，担任湖北省委常委、黄冈地委第一书记。1982年在中共第十二次全国代表大会上当选为中央候补委员。1985年12月，任中共湖北省委常委，湖北省纪委副书记。1987年11月任湖北纪委书记，1998年5月，任湖北省政协副主席。2003年1月连任。